# Allium enginii
Allium enginii — вид трав'янистих рослин родини амарилісові (Amaryllidaceae), ендемік Туреччини.

## Опис
Цибулина куляста, 0.7–1.5 см в діаметрі; зовнішні оболонки сіруваті, тонко перетинчасті; внутрішні — білі; цибулинки відсутні. Стебло 10–20 см, ребристе, темно-пурпурове в нижній частині. Листків 2(3), як правило, перевищують суцвіття але іноді рівні йому по довжині, лінійні, шириною 1.5–2.5 мм, ребристі внизу. Зонтик більш-менш конічний, густоцвітковий, діаметром 1–2 см. Оцвітина дзвінчаста. Листочки оцвітини червонувато-пурпурові з темнішою серединною жилкою, зовнішні широко яйцюваті, 3.5–4.5 × 3–4 мм, тупі, внутрішні — трохи довші й вужчі, 4–5 × 2–2.5 мм, довгасті, усічені. Коробочка субкуляста, довжиною 3 мм. Насіння завдовжки 2–5 мм. 2n = 16.
Час цвітіння: червень.

## Поширення
Ендемік Туреччини (південь).
Населяє сухі скелясті місця, вапнякові утворення, 850–1350 м.